# جنیفر هیگدون
جنیفر هیگدون (انگلیسی: Jennifer Higdon؛ زادهٔ ۳۱ دسامبر ۱۹۶۲) آهنگساز موسیقی کلاسیک معاصر اهل ایالات متحده آمریکا است. او برنده جایزه‌های متعددی همچون جایزه گرمی برای بهترین آهنگسازی کلاسیک معاصر، جایزه پولیتزر برای موسیقی و کمک‌هزینه گوگنهایم شده‌است. هیگدون طی سال‌های ۱۹۹۴ تا ۲۰۲۱ استاد آهنگسازی مؤسسه موسیقی کرتیس بود. وی در سال ۲۰۱۹ به عضویت انجمن فیلسوفان آمریکا درآمد.